# ユーザーエクスペリエンス白書
『ユーザエクスペリエンス（UX）白書：ユーザエクスペリエンスの概念を明確にする』 （英: User Experience White Paper）は、30名の専門家（研究者および実務家）が集い、ユーザーエクスペリエンスの核となる概念について議論し、その成果として2010年に発表した文書である。

## 概要
白書では、
- ユーザーエクスペリエンスは「現象としてのユーザーエクスペリエンス」「研究分野としてのユーザーエクスペリエンス」「実践としてのユーザーエクスペリエンス」という3つの視点から捉えられるということ
- ユーザーエクスペリエンスは注目するタイムスパンによって「予期的ユーザーエクスペリエンス」「瞬間的ユーザーエクスペリエンス[1]」「エピソード的ユーザーエクスペリエンス」「累積的ユーザーエクスペリエンス」という4種類に分類できるということ
- ユーザーエクスペリエンスに影響を与える要素は「状況[2]」「ユーザー」「システム」の主に3種類に分類できるということ

などが主張されている。